# Supercopa d'Espanya de futbol 2003
La Supercopa d'Espanya del 2003 fou un matx disputat a dos partits els dies 24 i 27 d'agost de 2003. Es va disputar entre el RCD Mallorca, campions de la Copa del Rei 2002–03, i el Reial Madrid, campions de la Lliga 2002–03. El Real Madrid guanyar 4–2 en el resultat global.

## Detalls del matx

### Anada
| RCD Mallorca             | 2–1     | Reial Madrid |
| ------------------------ | ------- | ------------ |
| Bruggink 45' · Eto'o 48' | Informe | Figo 18'     |

| Mallorca | Reial Madrid |

|               |    |                    |  |     |
|               |    |                    |  |     |
| GK            | 25 | Leo Franco         |  |     |
| RB            | 8  | David Cortés       |  |     |
| CB            | 20 | Miquel Àngel Nadal |  |     |
| CB            | 5  | Fernando Niño      |  |     |
| LB            | 16 | Poli               |  |     |
| DM            | 18 | Marcos             |  |     |
| RM            | 2  | Alejandro Campano  |  | 64' |
| LM            | 28 | Toni González      |  | 61' |
| AM            | 10 | Ariel Ibagaza      |  |     |
| CF            | 17 | Arnold Bruggink    |  | 76' |
| CF            | 9  | Samuel Eto'o (c)   |  |     |
| Substituts:   |    |                    |  |     |
| MF            | 3  | Txomin Nagore      |  | 61' |
| MF            | 11 | Jovan Stanković    |  | 64' |
| FW            | 19 | Jesús Perera       |  | 76' |
| Entrenador:   |    |                    |  |     |
| Jaime Pacheco |    |                    |  |     |

|                |    |                   |     |     |
|                |    |                   |     |     |
| GK             | 1  | Iker Casillas     |     |     |
| RB             | 2  | Míchel Salgado    |     |     |
| CB             | 6  | Iván Helguera     |     |     |
| CB             | 22 | Francisco Pavón   | 35' | 53' |
| LB             | 3  | Roberto Carlos    |     |     |
| DM             | 19 | Esteban Cambiasso |     | 74' |
| RM             | 23 | David Beckham     |     | 53' |
| LM             | 10 | Luís Figo         |     |     |
| AM             | 5  | Zinedine Zidane   | 69' |     |
| CF             | 7  | Raúl (c)          |     |     |
| CF             | 11 | Ronaldo           | 30' |     |
| Substituts:    |    |                   |     |     |
| DF             | 15 | Raúl Bravo        |     | 53' |
| MF             | 24 | Claude Makelele   |     | 53' |
| MF             | 14 | Guti              |     | 74' |
| Enrenador:     |    |                   |     |     |
| Carlos Queiroz |    |                   |     |     |

### Tornada
| Reial Madrid                         | 3–0     | RCD Mallorca |
| ------------------------------------ | ------- | ------------ |
| Raúl 44' · Ronaldo 52' · Beckham 73' | Informe |              |

| Reial Madrid | Mallorca |

|                |    |                   |  |         |
|                |    |                   |  |         |
| GK             | 1  | Iker Casillas     |  |         |
| RB             | 2  | Míchel Salgado    |  |         |
| CB             | 6  | Iván Helguera     |  |         |
| CB             | 15 | Raúl Bravo        |  |         |
| LB             | 3  | Roberto Carlos    |  |         |
| DM             | 19 | Esteban Cambiasso |  |         |
| RM             | 23 | David Beckham     |  |         |
| LM             | 10 | Luís Figo         |  | 89'     |
| AM             | 5  | Zinedine Zidane   |  |         |
| CF             | 7  | Raúl (c)          |  | 70'     |
| CF             | 11 | Ronaldo           |  |         |
| Substituts:    |    |                   |  |         |
| GK             | 25 | César             |  |         |
| DF             | 4  | Rubén             |  |         |
| MF             | 14 | Guti              |  | 70' 86' |
| MF             | 21 | Santiago Solari   |  | 89'     |
| FW             | 18 | Javier Portillo   |  | 86'     |
| Entrenador:    |    |                   |  |         |
| Carlos Queiroz |    |                   |  |         |

|               |    |                    |     |     |
|               |    |                    |     |     |
| GK            | 25 | Leo Franco         |     |     |
| RB            | 8  | David Cortés       |     |     |
| CB            | 20 | Miquel Àngel Nadal |     |     |
| CB            | 5  | Fernando Niño      | 39' | 75' |
| LB            | 16 | Poli               |     |     |
| DM            | 18 | Marcos             |     | 86' |
| RM            | 2  | Alejandro Campano  |     | 56' |
| LM            | 28 | Toni González      |     |     |
| AM            | 10 | Ariel Ibagaza      | 12' |     |
| CF            | 17 | Arnold Bruggink    |     |     |
| CF            | 9  | Samuel Eto'o (c)   | 45' |     |
| Substituts:   |    |                    |     |     |
| GK            | 30 | Alberto            |     |     |
| MF            | 3  | Txomin Nagore      |     | 86' |
| MF            | 11 | Jovan Stanković    |     | 75' |
| MF            | 21 | Vicente Fernández  |     |     |
| FW            | 19 | Jesús Perera       |     | 56' |
| Enrenador:    |    |                    |     |     |
| Jaime Pacheco |    |                    |     |     |

## Campió
| Campió de la Supercopa d'Espanya 2003 |
| ------------------------------------- |
| Reial Madrid 7è títol                 |